# Llei de bronze dels salaris

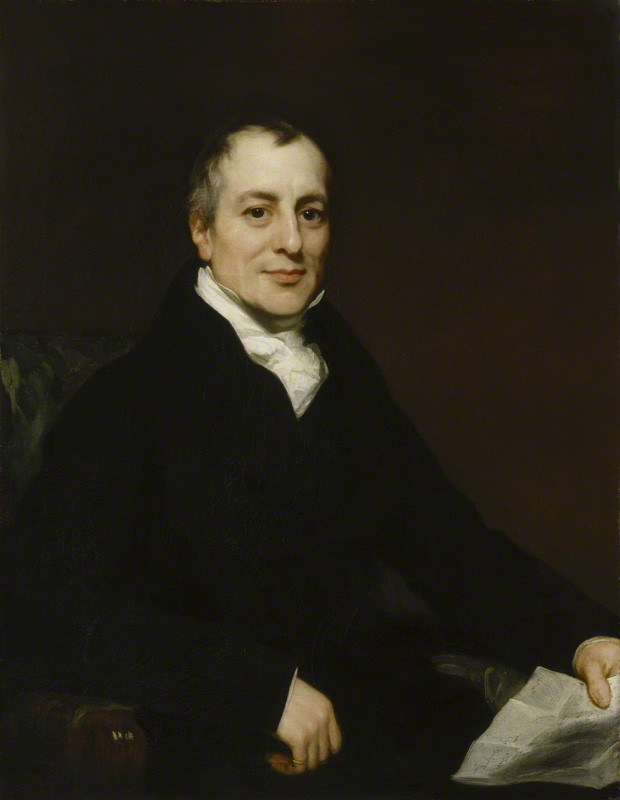
Retrat de l'economista anglès David Ricardo per Thomas Phillips, circa 1821.

La llei de bronze dels salaris, també coneguda com a llei de ferro dels salaris, és una teoria econòmica per la qual els salaris tendeixen espontàniament cap a un nivell mínim, que correspon a les necessitats mínimes de subsistència dels assalariats. Qualsevol increment en els salaris d'aquest nivell portarà a un increment de la població, i llavors l'augment de la competència per a obtenir una feina farà que els salaris es redueixin de nou a aquest mínim.
El concepte fou publicat en un fulletó publicat el 1817 per l'economista David Ricardo (Iron law of wages). Per explicar per què els salaris baixen fins al nivell de subsistència, David Ricardo basava la seva argumentació en la llei dels rendiments decreixents de la terra. A mesura que les millors terres s'anaven ocupant, la creixent població es desplaçava a terres amb una productivitat menor, és a dir, terres marginals. Quan les terres només donen per subsistir, el salari és per tant de subsistència. A causa de la competència entre els treballadors, a més, aquest salari serà el mateix per a tots els treballadors (fins i tot per a aquells que treballen en terres amb major productivitat). L'argument de David Ricardo s'extrapola també a una economia industrial (no sols agrícola) si suposem també rendiments decreixents del factor capital.
Va influir en Karl Marx en la seva primerenca visió pessimista sobre la possibilitat que els treballadors puguin beneficiar-se del capitalisme. No obstant això, és un error freqüent considerar que Marx concorda amb Ricardo respecte d'aquesta llei, ja que en el primer autor la quantitat i tipus de mercaderies necessàries per a reproduir la força de treball tenen un caràcter històric i cultural, no necessàriament es troben en un nivell mínim de subsistència.
Ferdinand Lassalle la va divulgar posteriorment com a llei de bronze econòmica (Das echerne ökonomishe Gesetz, 1863), en comparar-la amb la perennitat de les lleis escrites en plaques de bronze.
Ludwig von Mises va argumentar que, si s'adopta aquest raonament per demostrar que a llarg termini no és possible un increment en el salari mitjà per sobre del mínim, ha d'assumir-se també que tampoc una baixada d'aquest valor pot passar.